# Salaam-Schalom Initiative

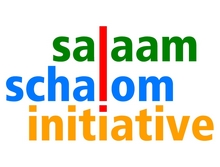
Logo der Salaam-Schalom Initiative. Graphik von Dev Rys

Salaam-Schalom ist eine interkulturelle Initiative, die im Dezember 2013 von Neuköllnern gegründet wurde. Sie steht für ein friedliches Zusammenleben und Solidarität in Neukölln, Berlin und darüber hinaus, und fördert das mit unterschiedlichen Aktionen und Projekten, die auf gesellschaftliche und strukturelle Ausgrenzungen in der Gesellschaft aufmerksam machen.

## Entstehungsgeschichte

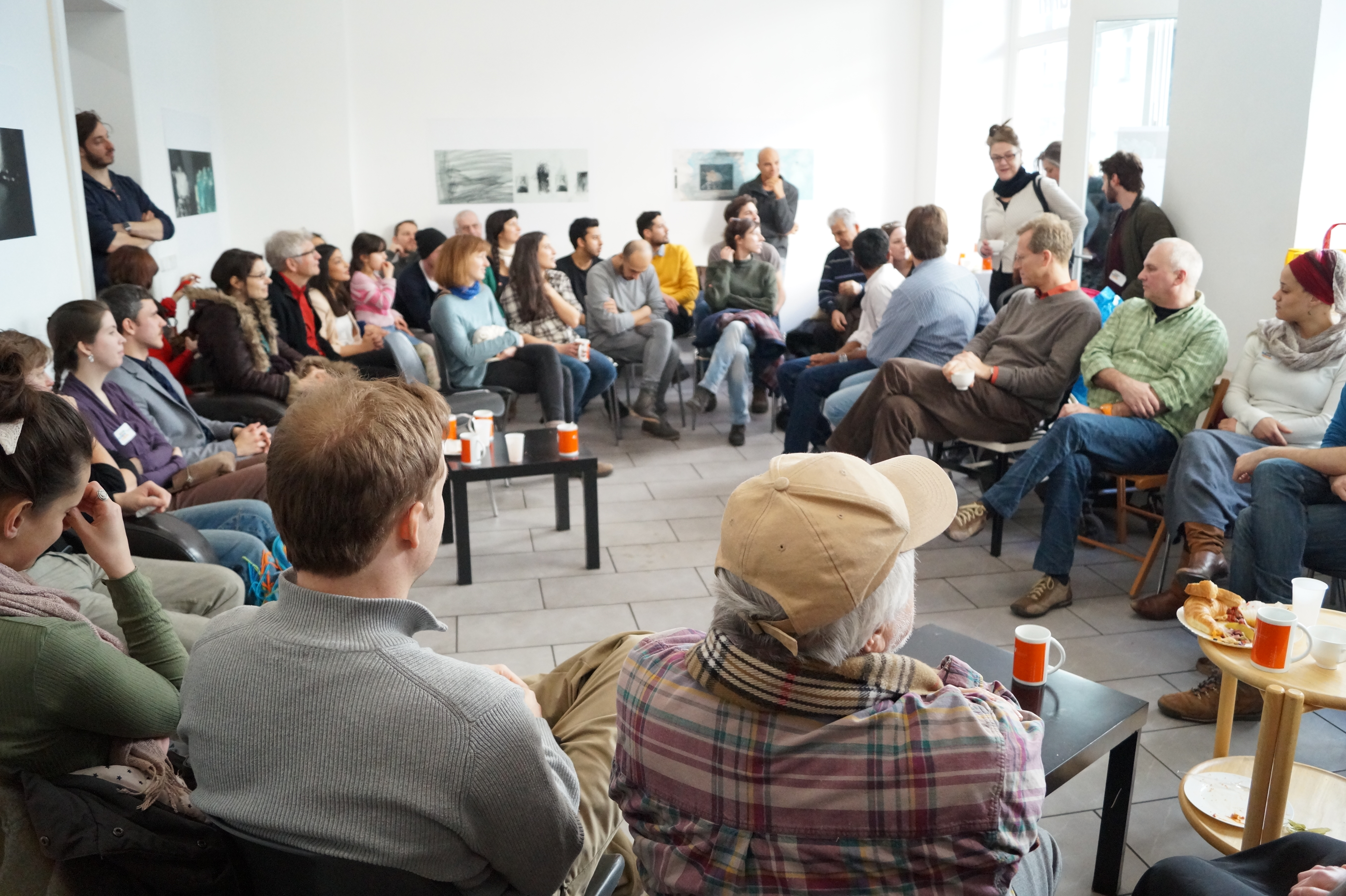
Monatlicher Brunch der Salaam-Schalom-Initiative in Neukölln, Berlin.

Die Initiative Salaam-Schalom wurde von einem kleinen Neuköllner Freundeskreis von Muslimen, Juden und anderen errichtet als Reaktion auf die öffentlichen Statements von Rabbiner Daniel Alter, der Neukölln wegen des hohen Anteils von Muslimen als „No-go-Area“ für Juden bezeichnet hatte.

## Aktivitäten
Die Initiative organisiert regelmäßig offene Gesprächsrunden, Podiumsdiskussionen. Außerdem formten die Aktivisten im Juli 2014, zur Zeit des Gaza-Konfliktes am Alfred-Scholz-Platz in Neukölln eine Menschenkette gegen Antisemitismus und antimuslimischen Rassismus. Im April 2015 organisierte Salaam-Schalom gegen die damals neue Bürgermeisterin von Neukölln, Franziska Giffey ein Flashmob. Giffey sei in Augen der Mitglieder der Initiative „nicht nur formal, sondern auch ideologisch“ Heinz Buschkowskys Nachfolgerin.

## Rezeption

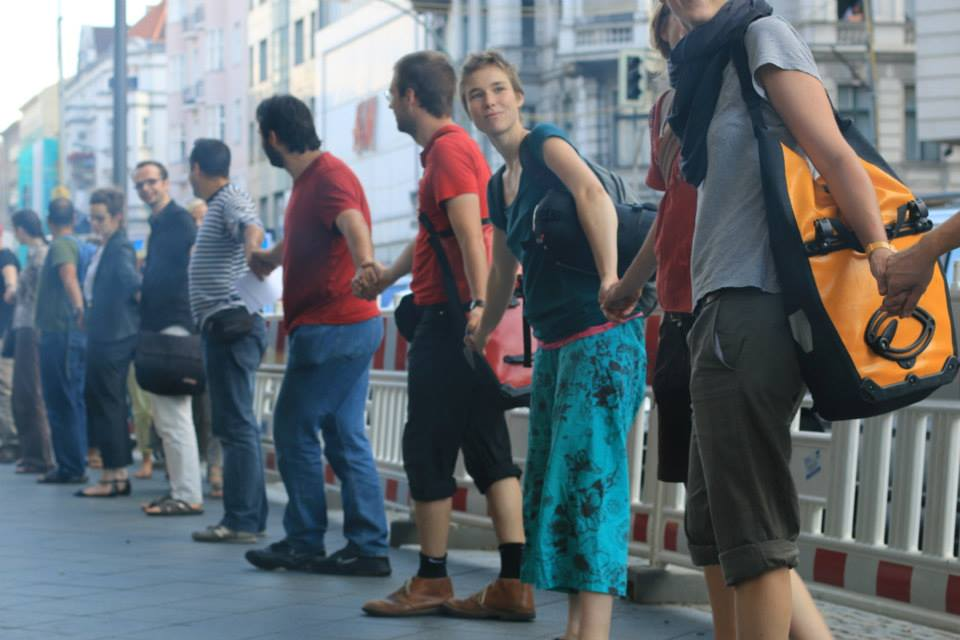
Flashmob der Salaam-Schalom Initiative im Juli 2014. Foto von Ömer Sefa Baysal

Von den Aktivitäten der Salaam-Schalom-Initiative berichteten 2014/15 zahlreiche Medien. Die Initiative wurde im August 2014 von Bundespräsident Joachim Gauck im Schloss Bellevue empfangen. Im Oktober 2014 besuchte die Lebensgefährtin des Bundespräsidenten, Daniela Schadt, die Gruppe in Neukölln.